# Cừu Chris
Cừu Chris là một con cừu nhà thuộc giống cừu Merino sống ở thủ đô Canberra của nước Úc. Vào tháng 9 năm 2015, chú cừu Chris này lọt vào Sách Kỷ lục Guinness, nó chính thức được ghi tên vào Sách Kỷ lục Guinness với bộ lông nặng nhất thế giới mà khối lượng lông sau khi cạo ra được cân nặng lên tới 40,45 kg (89 pound). Kỷ lục trước đó thuộc về chú cừu Big Ben (Bích Ben) của New Zealand, với 28,9 kg lông Bộ lông của Chris cũng đã vượt qua bộ lông của cừu Shaun ở bang Tasmania (với bộ lông nặng 23,5 kg) và cừu Shrek ở New Zealand (với 27 kg lông). Như vậy, chú cừu Chris đã phá kỷ lục thế giới về độ dày và nặng của bộ lông, là chú cừu mang bộ lông dày nhất thế giới. 

## Phát hiện
Cừu Chris được cắt lông lần đầu từ nhiều năm trước, ban đâu nó được cho là chưa được cạo lông ít nhất là 5 năm. Nó được tìm thấy ở một khu bảo tồn thiên nhiên bên ngoài Canberra, một người đi tản bộ tình cờ phát hiện ra một chú cừu lông lá ở bên ngoài khu rừng gần ngoại ô thành phố. Người dân ở khu vực Mulligan Flats đã phát hiện ra nó mang trên người bộ lông nặng nề. Một nhóm cán bộ địa phương phát hiện cừu Chris này vài lần nhưng nó lại tiếp tục trốn tránh cơ quan chức năng cho đến khoảng một tuần trước đó. Phải mất vài ngày để cơ quan chức năng tập hợp nhân lực cần thiết để bắt chú cừu kì lạ thế giới này. Những người cứu hộ động vật đã đặt tên nó là Chris. Chris được đưa vào cơ sở của Hiệp hội Bảo vệ Động vật Hoàng gia Anh (RSPCA) hay còn gọi là Hội Hoàng gia cho công tác phòng chống đối xử tàn ác đến động vật tại thủ đô Canberra. 

## Tình trạng
Trung tâm cứu hộ động vật Úc sau khi được thông báo về chú cừu lo ngại Chris khó mà sống sót qua mùa hè nếu tình trạng bộ lông dày này cứ kéo dài vì bộ lông nhiều đến mức các chuyên gia sức khỏe động vật lo rằng chú cừu này sẽ không thể sống qua được mùa đông. Nó gặp rất nhiều khó khăn trong việc đi lại vì bộ dạng đồ sộ của mình, nó gần như không thể đi lại được như bình thường do bộ lông quá khổ và quá dày, thị lực cũng bị ảnh hưởng bởi lông che hết mắt, nó không thể nhìn thấy do lớp len đã che khuất tầm nhìn của nó.
Bộ lông cừu có kích thước khổng lồ này còn gây hại cho sức khoẻ của chú cừu, các lớp len khiến khó phát hiện ra những dấu hiệu nhiễm trùng có thể gặp. Với 40,45 kg lông, chú cừu này không thể đi đứng bình thường, đến thị lực cũng bị ảnh hưởng vì bị lông che mất mắt. Do bộ lông khổng lồ đã làm ảnh hưởng tới di chuyển cũng như thị giác của chú cừu nên cuối cùng người ta cũng quyết định giải cứu cho nó. Chú cừu Chris với bộ lông quá khổ của mình đã được Tổ chức Bảo vệ động vật của Australia kêu gọi phải cắt lông khẩn cấp cho Chris nếu không chú cừu này sẽ bị nguy hiểm. 

## Cạo lông
Để bảo đảm tính mạng cho nó, nhà vô địch xén lông cừu của nước Úc đã được mời đến cạo đi bộ lông khổng lồ và phải cần huy động nhiều nhân lực và thời gian để giúp Chris. Bộ lông của Chris do nhà vô địch cạo lông cừu Ian Elkins, quán quân cắt lông cừu Ian Elkins đã đảm trách và thu được số lông nặng kỷ lục. Elkins phải chia bộ lông làm 2 lớp để tiến hành 2 đợt xén và cần đến 4 người phụ tá mới hoàn thành nhiệm vụ. Ông bắt đầu cạo lúc 9 giờ sáng (giờ địa phương) và mất 45 phút mới xén xong đợt đầu tiên, trong khi bình thường một con cừu đến thời hạn xén lông chỉ mất 3 phút đã có thân hình nhẵn nhụi. Bộ lông đã được cạo sạch vào ngày 3 tháng 9 năm 2015 do nó có hại đến tính mạng của Chris. Một bộ lông cừu thông thường chỉ nặng 5 kg và chỉ mất 3 phút để cạo sạch.
Elkins tin rằng chú cừu rậm rạp này đã trải qua 7 năm liền đi lang thang, không được cạo lông, nên mới nuôi được bộ lông vĩ đại nặng gấp đôi trọng lượng cơ thể mình, nó nặng gấp đôi trọng lượng cơ thể của loài cừu. Sau khi tiến hành cạo lông cho chú cừu, số lông mà người ta thu được lên đến hơn 40 kg. Sức khỏe của Chris sau khi cạo lông đang rất ổn định. Cú cừu Chris đã được chăm sóc tương đối tốt nhưng vẫn cần được theo dõi trong một thời gian. Các cơ quan động vật hy vọng chú cừu sẽ sớm tìm được một ngôi nhà mới. Sau này cừu Chris sau này đã được một chủ trang trại ở bang New South Wales nhận về nuôi hồi đầu tháng 9 cùng năm. 

## Nhận xét
- Ian Elkins-Quán quân cắt lông cừu của Úc nhận xét: "Lông của nó không phải loại có chất lượng cao, nhưng tôi không quan tâm đến điều này khi nó đã sống lâu như thế trong bụi cây". Ông cũng không che giấu được sự ngạc nhiên: "Thật đáng kinh ngạc khi nó có thể sống lâu như thế ở môi trường hoang dã" và "Thật ngạc nhiên là nó tồn tại được từng đó năm trong tự nhiên, trông nó khá là nhút nhát và giờ thì chắc là nó cảm thấy ổn hơn rất nhiều sau khi rủ bỏ lớp lông khổng lồ đó rồi"[7] cũng
- Tammy Ven Dange-Giám đốc Trung tâm cứu hộ độc vật Úc cho biết: "Chris từ một con vật lông lá, đến đi cũng không vững đã trở thành một chú cừu nhẵn nhụi, sạch sẽ, ai cũng muốn ôm. Tình trạng sức khỏe của nó vẫn ổn sau cuộc cách mạng cạo lông, không thấy có dấu hiệu nhiễm trùng hay bị thương"[5] Bà cũng nói: Từ một chú cừu ngượng ngùng nó đã muốn được nhiều người cưng chiều. Trông nó rất khỏe mạnh[7].
- Một phát ngôn viên của RSPCA nói với bác sĩ thú ý rằng: "Dường như chú cừu này đã tách ra khỏi đàn của nó và đi lang thang một mình trong vài năm rồi"[4].